# 紀元前445年
紀元前445年（きげんぜんよんひゃくよんじゅうごねん）は、西暦（ローマ暦）による年。
当時は、「アウグリヌスとピロが共和政ローマ執政官に就任した年」として知られていた（もしくは、それほど使われてはいないが、ローマ建国紀元309年）。紀年法として西暦（キリスト紀元）がヨーロッパで広く普及した中世時代初期以降、この年は紀元前445年と表記されるのが一般的となった。

## 他の紀年法
- 干支 : 丙申
- 日本
  - 皇紀216年
  - 孝昭天皇31年
- 中国
  - 周 - 貞定王24年
  - 秦 - 厲共公32年
  - 晋 - 哀公7年
  - 楚 - 恵王44年
  - 斉 - 宣公11年
  - 燕 - 成公10年
  - 趙 - 襄子31年
  - 魏 - 文侯元年
- 朝鮮
  - 檀紀1889年
- ベトナム :
- 仏滅紀元 : 100年
- ユダヤ暦 : 3316年 - 3317年

## できごと

### ギリシア
- ペリクレスは、戦争が続く結果としてアテナイの人材が消耗していくことを懸念し、民会の支持を得て平和を画策した。アテナイの外交官カリアスはスパルタへ赴き、交渉を重ねた末、スパルタやペロポネソス同盟諸国との平和条約を整え、紀元前451年に結ばれた5年間の休戦は、さらに30年間延長された。この条約によってメガラはペロポネソス同盟側に返還され、トロイゼーンとアカイアは独立し、アイギナ島はアテナイの属領とされた上で自治を与えられ、紛争は仲裁によって解決されるものとされた。双方とも、それぞれ互いの同盟関係を尊重することに同意した。この30年不戦条約（英語版）によって、紀元前460年以来続いていた第一次ペロポネソス戦争は終わった。
- アテナイ南方のスーニョン岬（Cape Sounion、古代ギリシア語: Άκρον Σούνιον）にポセイドーンの神殿が完成した。

### ペルシア帝国
- スーサでアルタクセルクセス1世の宮廷の酌取り (cup-bearer) であったユダヤ人ネヘミヤが、アルタクセルクセス1世の許しを得てユダヤの総督（知事）としてエルサレムへ戻り、エルサレムの一部の再建にあたった。（ネヘミヤ記 2:5–8）

### 共和政ローマ
- アルデアが離反した。
- 新たにカヌレイウス法が制定され、十人委員会の定めたプレブス（平民）とパトリキ（貴族）の結婚禁止が廃された。
- 護民官による初の拒否権が発動された。

### 中国
- 楚が杞を滅ぼした。

## 誕生
- アンティステネス - アテナイの哲学者（紀元前365年ころ没）